# Назаровский хребет
Наза́ровский хребе́т — горный хребет на юге Красноярского края России, в системе Западного Саяна.
Протяжённость хребта составляет 35 км. Максимальная высота — 1642 м. Хребет сложен преимущественно хлоритовыми сланцами, прорванными в северной части интрузиями гранитов. На склонах хребта произрастают кедрово-елово-пихтовые леса.